# Supercopa de Lusail 2022
La Supercopa de Lusail 2022 (en Inglés: Lusail Super Cup) (en Árabe: كأس سوبر لوسيل) fue una copa oficial de clubes celebrada en la ciudad de Lusail, Catar como preparación para la Copa Mundial de Futbol de 2022. El encuentro fue disputado por el Al-Hilal Saudi Football Club (campeón de la Liga Profesional de Arabia Saudita 2021-22) y Zamalek Sporting Club (monarca de la Liga Premier de Egipto 2021-22) el día 9 de septiembre de aquel año. Con este partido se inauguró el Estadio de Lusail, el último de los 8 recintos que faltaba por concluirse para la Copa del Mundo.
El campeón fue Al-Hilal, quien venció a su similar africano por 4-1 en la tanda de penales, tras empatar a un gol en el tiempo reglamentario, consiguiendo así su primer título en la historia del certamen.
Esta copa fue realizada únicamente como preparación para la Copa Mundial de la FIFA 2022, por lo que no hay nueva información sobre si esta competencia será disputada en algún otro momento.

## Información de los equipos
| Equipo   | Entrenador        | Estadio                   | Ciudad               |
| -------- | ----------------- | ------------------------- | -------------------- |
| Al-Hilal | Ramón Díaz        | Príncipe Faisal bin Fahd  | Riad, Arabia Saudita |
| Zamalek  | Jesualdo Ferreira | Internacional de El Cairo | El Cairo, Egipto     |

## Sede
| Catar               |                   |
| Ciudad              | Estadio           |
| Lusail              | Estadio de Lusail |
|                     |                   |
| 88 966 espectadores |                   |

## Partido
| 9 de septiembre de 2022 | Al-Hilal                                     | 1:1 (1:1) (4:1 p.)         | Zamalek                 | Estadio de Lusail, Lusail                                          |                                                                    |
| 22:00 (UTC+03:00)       | Ighalo 18'                                   | Reporte                    | Zizo 33'                | Asistencia: 77 575 espectadores Árbitro(s): Abdul Rahman Al-Jassem | Asistencia: 77 575 espectadores Árbitro(s): Abdul Rahman Al-Jassem |
|                         |                                              | Tiros desde el punto penal |                         |                                                                    |                                                                    |
|                         | - Ighalo - S. Al-Dawsari - Vietto - Carrillo |                            | - Zizo - Fatouh - Hamdy |                                                                    |                                                                    |

| Campeón de la Supercopa de Lusail 2022 |
| -------------------------------------- |
|                                        |
| Al-Hilal                               |
| 1° título                              |